# Clan Go-Hōjō
Pour les articles homonymes, voir Hojo.
 (septembre 2016).

Mon du clan Go-Hōjō.

Le clan Hōjō postérieur (後北条氏, Go-Hōjō-shi) est l'un des clans de guerriers les plus puissants de la période Sengoku.
L'histoire du clan commence au début du XVIe siècle, lorsque Hōjō Sōun (1432-1519), connu de son vivant sous les noms de Ise Shinkurō, Ise Shozui ou encore Ise Nagauji, se met à conquérir des terres dans la province de Sagami et à étendre son pouvoir.
Son fils choisit le nom de Hōjō, d'après le nom d'une famille illustre de l'époque de Kamakura. Il devient ainsi Hōjō Ujitsuna, et son père, Ise Shinkurō, est renommé Hōjō Sōun à titre posthume.
Le clan Go-Hōjō, parfois appelé « Odawara-Hōjō » d'après le nom de leur château d'Odawara, n'a aucun lien avec le premier clan Hōjō. Leur pouvoir rivalise avec celui du clan Tokugawa, mais Toyotomi Hideyoshi met fin à leur règne au cours du troisième siège d'Odawara, expulsant Hōjō Ujinao et sa femme Toku Hime (l'une des filles de Tokugawa Ieyasu) au mont Kōya, où Ujinao meurt en 1591.

## Essor
L'essor du clan Go-Hōjō intervient dans le contexte des guerres civiles de la période Sengoku. Les élites guerrières, et en particulier les shugo, ont délaissé leurs provinces pour se rendre à Kyōto et participer aux conflits générés par les problèmes de succession du shōgun Ashikaga Yoshimasa. Ce vide de pouvoir dans les provinces va être l'occasion pour de nombreux shugodai (« remplaçants shugo »), kokujin et ji-zamurai de prendre leur place et de progresser dans l'échelle sociale.
C'est ainsi que le clan Hōjō postérieur parvient en un demi-siècle à dominer l'est du Japon, et ce jusqu'en 1590.

## Domination
Le pouvoir des Go-Hōjō repose sur la guerre mais aussi sur le fait qu'ils ont su se comporter en véritables hommes politiques. Ils mettent ainsi en place une petite royauté dans un contexte où le pouvoir shogunal et le pouvoir impérial sont pratiquement inexistants.
Ils ne relèvent d'aucune autorité, ils ne sont pas même shugo. Leur territoire leur appartient totalement et ils mettent en place un système de cadastres ainsi qu'un embryon de législation en 21 articles. La ville d'Odawara devient leur capitale et le clan y fait construire son château. Le château d'Odawara va être le plus grand château de la période Sengoku jusqu'à la construction de celui d'Ōsaka dans les années 1580. Symbole de la longévité et du pouvoir du clan, les Go-Hōjō y font venir de nombreux marchands et artistes de l'ouest du Japon dans le but de développer l'aspect culturel de leur royaume.

## Arbre généalogique
- Hōjō Sōun (1432-8 septembre 1519), premier chef de clan
  - Hōjō Ujitsuna (1487-10 août 1541), second chef de clan, fils de Sōun, daimyō de Sagami
    - Hōjō Ujiyasu (1515-21 octobre 1571), troisième chef de clan, fils de Ujitsuna, daimyō de Sagami, Izu et Musashi
      - Hōjō Ujimasa (1538-10 août 1590), quatrième chef de clan, fils de Ujiyasu, daimyō de Sagami
        - Hōjō Ujinao (1562-1591), cinquième chef de clan, fils de Ujimasa
        - Hōjō Naoshige (北条直重?), fils de Ujimasa, époux de la fille de Chiba Kunitane, tout d'abord adopté par Ujiteru, il prit la tête du clan Chiba après la mort de Kunitane
        - Hōjō Naosada (北条直定?), fils de Ujimasa
        - Hōjō Ujifusa (北条氏房?) (1565-7 juin 1592), fils de Ujimasa, adopté par le clan Ōta

      - Hōjō Ujiteru, plus tard Ōishi Genzō (大石源三?) (1540-10 août 1590), fils de Ujiyasu daimyō de Mutsu
      - Hōjō Ujikuni (1541-19 septembre 1597), fils de Ujiyasu, daimyō de Awa, adopté par Fujita Yasukuni
      - Hōjō Ujinori (1545-22 mars 1600), fils de Ujiyasu, daimyō de Mino
        - [Hōjō Ujimori (北条氏盛?), fils de Ujinori, adopté par Ujinao

      - Hōjō Ujitada (北条氏忠?), fils de Ujiyasu
      - Hōjō Ujimitsu (北条氏光?) (+ 13 octobre 1590), fils de Ujiyasu
      - Hōjō Ujihide, (1554-19 avril 1579) fils de Ujiyasu, fut adopté par Genan puis Uesugi Kenshin et prit le nom de Uesugi Kagetora

    - Hōjō Tsunashige (1515-1587), fils adoptif de Ujitsuna, fils de Fukushima Masashige
      - Hōjō Ujishige (1536-1578), fils de Tsunashige

    - Hōjō Ujitaka (北条氏尭?) (1522-8 avril 1562)

  - Hōjō Ujitoki (北条氏時?) (+ 29 septembre 1531), fils de Sōun
  - Hōjō Genan (Nagatsuna) (北条幻庵(長綱)?) (1493-8 décembre 1589), fils de Sōun
    - Hōjō Shinzaburo (+ 1561), fils de Genan

Les cinq chefs du clan Go-Hôjô sont parfois appelés collectivement Hōjō Godai (« les cinq générations de Hōjō »)